# (14801) 1980 PE3
1980 بي إي 3 (ويعرف أيضًا باسم (14801) 1980 بي إي 3 وفق تسمية الكوكب الصغير) (بالإنجليزية: 1980 PE3)‏ هو كويكب ضمن حزام الكويكبات؛ وترتيبه 14801 من حيث الاكتشاف.
اكتُشف هذا الجُرم الفلكي بواسطة المرصد الملكي في إدنبرة في 15 أغسطس 1980.

## وصلات خارجية
- (14801) 1980 PE3 في قاعدة بيانات مختبر الدفع النفاث لأجرام النظام الشمسي الصغيرة

- الاكتشاف · مخطط المدار ·  العناصر المدارية · المعلمات المادية

- (14801) 1980 PE3 على موقع ويكي سكاي: DSS2, SDSS, GALEX, IRAS, Hydrogen α, X-Ray, Astrophoto, Sky Map, Articles and images